# 刘源 (唐朝)
刘源（765年—807年），唐朝幽州（今北京市）人。劉怦的儿子，刘济的弟弟。
开始刘源为涿州刺史，不听兄长刘济的教令，刘济上奏，贬为莫州参军，也不受诏。刘济帅军至涿州，刘源出兵抗拒，没有交锋而自溃。刘济擒刘源至幽州，上言请令刘源入觐，贞元十六年（800年）八月，唐德宗征召刘源入京，任命为检校工部尚书，兼左武卫将军。